# Aleksandra Bergman

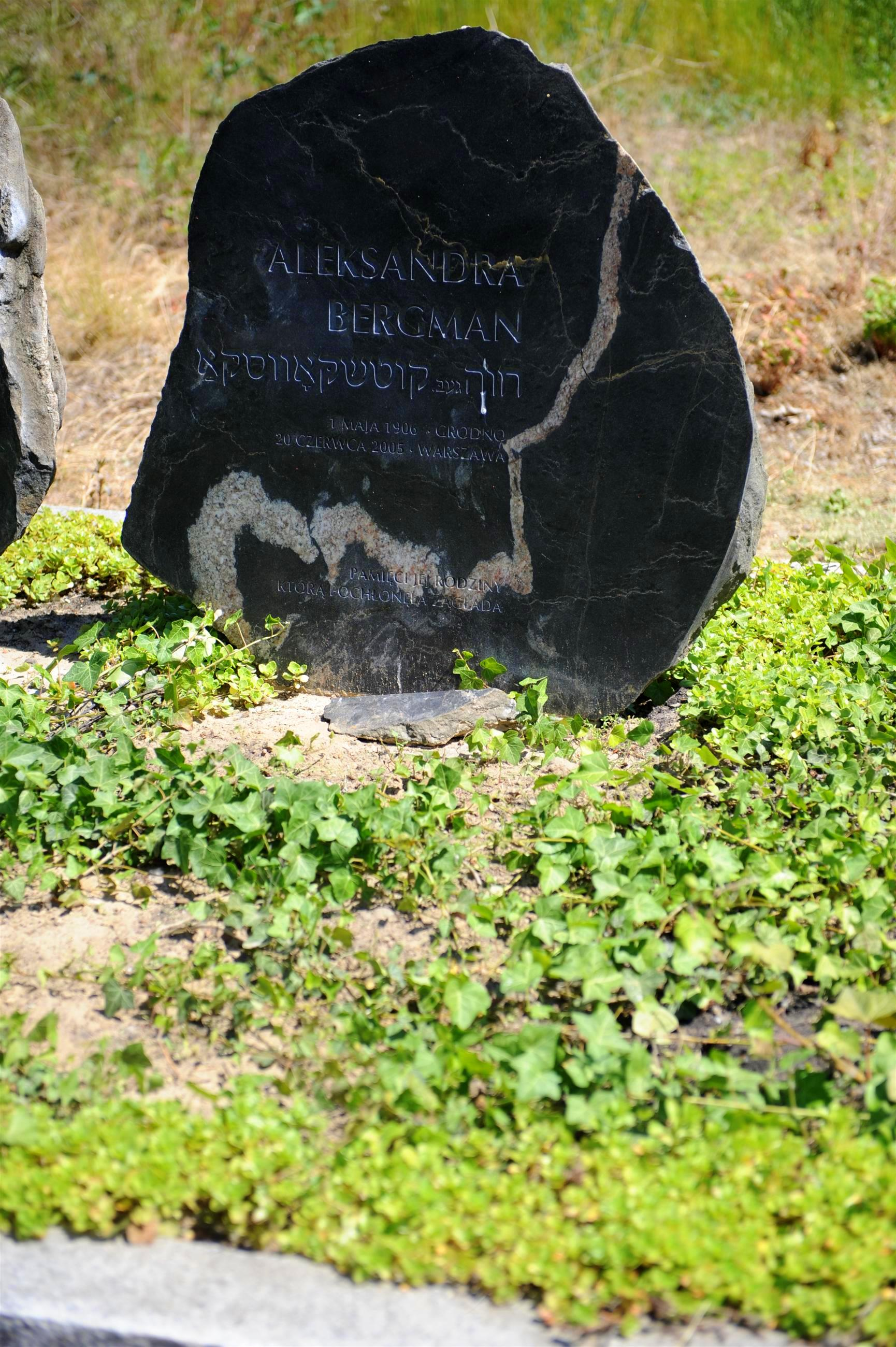
Grób Aleksandry Bergman na cmentarzu żydowskim przy ulicy Okopowej w Warszawie

Aleksandra Bergman, ps. Zina, Stacha, Maleuska (ur. 18 kwietnia?/1 maja 1906 w Grodnie, zm. 20 czerwca 2005 w Warszawie) – polska historyk i publicystka specjalizująca się w historii ruchu lewicowego białoruskiej mniejszości narodowej w II Rzeczypospolitej, a także w tematyce żydowskiej; w okresie międzywojennym działaczka nielegalnej w Polsce Komunistycznej Partii Zachodniej Białorusi.

## Życiorys
Urodziła się w Grodnie w rodzinie żydowskiej, jako córka Grzegorza (lub Grigorija) Kuczkowskiego. W 1925 wstąpiła do Komunistycznej Partii Zachodniej Białorusi (KPZB). Ukończyła szkołę partyjną przy Komitecie Centralnym KPZB. Pracowała jako sekretarz konspiracyjnych komitetów okręgowych Komunistycznego Związku Młodzieży Zachodniej Białorusi w Grodnie, Wilnie, Brześciu, Baranowiczach, Białymstoku. W 1928 była delegatem na I Zjazd KPZB. W 1931 została członkiem Sekretariatu Krajowego Komitetu Centralnego KPZB. W 1934 opuściła Polskę i zamieszkała w Związku Radzieckim. Pracowała jako zastępczyni sekretarza komitetu partyjnego zakładu „Homsielmasz”. W 1935 była represjonowana przez władze radzieckie.
Od 1946 ponownie w Polsce. Współpracowała z czasopismem Życie Partii. Ukończyła szkołę partyjną przy Komitecie Centralnym Polskiej Zjednoczonej Partii Robotniczej.
Pochowana jest na cmentarzu żydowskim przy ulicy Okopowej w Warszawie.

## Działalność naukowa
Aleksandra Bergman zajmowała się badaniem historii KPZB, Białoruskiej Organizacji Rewolucyjnej, Białoruskiej Włościańsko-Robotniczej Hromady, Białoruskiego Towarzystwa Naukowego w Wilnie, a także białoruskojęzycznych gazet: Nasza Niwa, Wolny sciah i Zmahannie. Była autorką monografii, artykułów i szkiców na temat działaczy KPZB oraz białoruskiego ruchu komunistycznego na ziemiach północno-wschodnich II Rzeczypospolitej. Jej prace dotyczyły m.in. Bronisława Taraszkiewicza, L. Rodziewicza, U. Samojły, Antona Łuckiewicza, Ignacego Dworczanina, Wiery Chorużej, Szymona Raka-Michajłowskiego, Piotra Miotły, Pawła Wołoszyna, M. Bursiewicza, Zofii Pankowej, M. Pierawałockiego.
Aleksandra Bergman zajmowała się także tematyką żydowską. Opublikowała szereg szkiców biograficznych na temat żydowskich pisarzy i dziennikarzy, m.in. L. Najdusa, Z. Rejzena, B. Kleckina. Była autorką haseł w Polskim Słowniku Biograficznym i Słowniku biograficznym działaczy polskiego ruchu robotniczego.

## Prace
- Rzecz o Bronisławie Taraszkiewiczu. Warszawa: 1977. Brak numerów stron w książce[1];
- Sprawy białoruskie w II Rzeczypospolitej. Warszawa: 1984. Brak numerów stron w książce[1];
- Ignacy Dworczanin – białoruski polityk i uczony. 1990. Brak numerów stron w książce

## Życie prywatne
Jej mężem był publicysta i działacz komunistyczny Stefan Bergman (1904–2000), z którym miała dwie córki. Pierwsza, Zofia (1934–2013) była biologiem, docentem w Instytucie Biochemii i Biofizyki PAN. Druga, Eleonora (ur. 1947) jest historykiem architektury, w latach 2007-2011 była dyrektorem Żydowskiego Instytutu Historycznego.

## Literatura dodatkowa
- Helena Głogowska: Stan badań nad historią Białorusi XX w. w Polsce.